# Бокштат
Бокштат (њем. Bockstadt) општина је у њемачкој савезној држави Тирингија. Једно је од 43 општинска средишта округа Хилдбургхаузен. Према процјени из 2010. у општини је живјело 305 становника. Посједује регионалну шифру (AGS) 16069005.

## Географски и демографски подаци
Бокштат се налази у савезној држави Тирингија у округу Хилдбургхаузен. Општина се налази на надморској висини од 425 метара. Површина општине износи 5,8 km².

## Становништво
У самом мјесту је, према процјени из 2010. године, живјело 305 становника. Просјечна густина становништва износи 53 становника/km².

## Међународна сарадња
| Мјесто | Држава    | Врста сарадње | Од    |
| ------ | --------- | ------------- | ----- |
|        | Француска | партнерство   | 1995. |
| Извор  |           |               |       |